# Useless (película)
Useless es una película china documental dirigida por Jia Zhangke. Es la segunda película de largometraje documental de Jia Dong después de 2006 . La película cuenta sobre la moda y la ropa de la industria china . La película fue producida por el propio Xstream Pictures, de Jia Zhangke , en asociación con la Asociación de Cine de China y la Mixmind Arte y Diseño de la empresa.

## Argumento
En la primera parte de la película de la cámara se pasea por los talleres clandestinos Cantón , con largas filas de trabajadores, hombres y mujeres , en sus máquinas de coser , produciendo artículos anónimos para clientes desconocidos. 
La segunda parte, en la que Ma Ke, una diseñadora de moda, habla sobre el concepto detrás de la ' Wu Yong "(en Inglés que significa " inútil " o" No tiene sentido ' ) marca y luego pasa a presentar el espectáculo en París , es la más convencional de las tres secciones . Ma Ke explica el motivo de la elección del nombre de la marca ( ' en la China de hoy , los valores espirituales se consideran inútil " ) 
La tercera parte se remonta a la provincia natal de Jia , Shanxi, y mira a la vida de los mineros allí y las tiendas diminutas donde van a arreglar la ropa.

## Premios
64th Venice International Film Festival: Premio Orizzonti Doc